# Manfred Schmitt (Psychologe)

Manfred Schmitt (2013)

Manfred Schmitt (* 1954) ist ein deutscher Psychologe und Professor i. R. der Rheinland-Pfälzischen Technische Universität Kaiserslautern-Landau (RPTU).

## Leben und Wirken
Manfred Schmitt studierte Psychologie und Pädagogik an der Universität Trier (1974–1980) sowie Humanentwicklung an der Pennsylvania State University (1978–1979). Nach der Promotion (1988) und der Habilitation (1996) war er Vertretungsprofessor für Entwicklungspsychologie an der Universität des Saarlandes (1996–1997), Professor für Methodenlehre, psychologische Diagnostik und Evaluationsforschung an der Otto-von-Guericke-Universität Magdeburg (1997–2000), Professor für Sozialpsychologie an der Universität Trier (2000–2004) und Professor für Diagnostik und Persönlichkeitspsychologie an der Universität Koblenz-Landau (2004–2019). Gastprofessuren hatte er inne an der University of California, Davis (2002), der Portland State University (2008), der Virginia Polytechnic Institute and State University (2012) und der George Mason University (2018).

## Forschungsschwerpunkte
Schmitts Forschungsschwerpunkte liegen bei den Themen Soziale Gerechtigkeit, Sensibilität für Ungerechtigkeit, Emotionen (Angst, Ärger, Eifersucht, Schuldgefühle, Ekel), Verantwortung, Hilfsbereitschaft, Solidarität, Diagnostik der Depression, Verhaltenskonsistenz, Moderatorvariablen, Modelle latenter Zustände und Eigenschaften, Person x Situation–Interaktionen, implizite Dispositionen, kontrollierte und automatische Verhaltenssteuerung, Persönlichkeit von Lehrkräften und Unterrichtsqualität sowie psychologische Faktoren der Plastikvermeidung.

## Auszeichnungen (Auswahl)
- Dissertationspreis der Universität Trier[1]
- Young Scientist Award der International Society for the Study of Individual Differences[1]
- Alfred-Binet Preis der Fachgruppe für Differentielle Psychologie, Persönlichkeitspsychologie und Psychologische Diagnostik der Deutschen Gesellschaft für Psychologie[1]
- Gordon Allport Intergroup Relations Prize der Society for the Psychological Study of Social Issues[1]
- Distinguished Scientific Contributions to Psychological Assessment Award der European Association of Psychological Assessment[1]
- Martin-Irle-Preis der Deutschen Gesellschaft für Psychologie[1]
- Lifetime Achievement Award der International Society for Justice Research[1]

## Schriften (Auswahl)
- Konsistenz als Persönlichkeitseigenschaft? Moderatorvariablen in der Persönlichkeits- und Einstellungsforschung. Berlin 1990, ISBN 3-540-53038-X.
- als Hrsg. mit Barbara Reichle: Verantwortung, Gerechtigkeit und Moral. Weinheim 1998, ISBN 3-7799-1380-1.
- als Hrsg. mit Leo Montada: Gerechtigkeitserleben im wiedervereinigten Deutschland. Opladen 1999, ISBN 3-8100-2144-X.
- mit Christine Altstötter-Gleich: Differentielle und Persönlichkeitspsychologie kompakt. Weinheim 2010, ISBN 978-3-621-27666-5.
- mit Friederike Gerstenberg: Psychologische Diagnostik kompakt. Weinheim 2014, ISBN 3-621-28143-6.
- mit Mario Gollwitzer und Michael Eid: Statistik und Forschungsmethoden. Weinheim 2015, ISBN 3-621-28201-7.
- mit Mario Gollwitzer und Michael Eid: Formelsammlung Statistik und Forschungsmethoden. Weinheim 2016, ISBN 3-621-28126-6.
- als Hrsg. mit Clara Sabbagh: Handbook of Social Justice Theory and Research. New York 2016, ISBN 978-1-4939-3215-3 (englisch).
- mit Mario Gollwitzer: Sozialpsychologie kompakt. Weinheim 2019, ISBN 3-621-28613-6.
- mit Edgar Geissner und Stefan Koch: Psychotherapieerfolge messen und beurteilen: Ein Handbuch. Stuttgart 2025, ISBN 978-3-17-042771-6.